# Montrol-Sénard

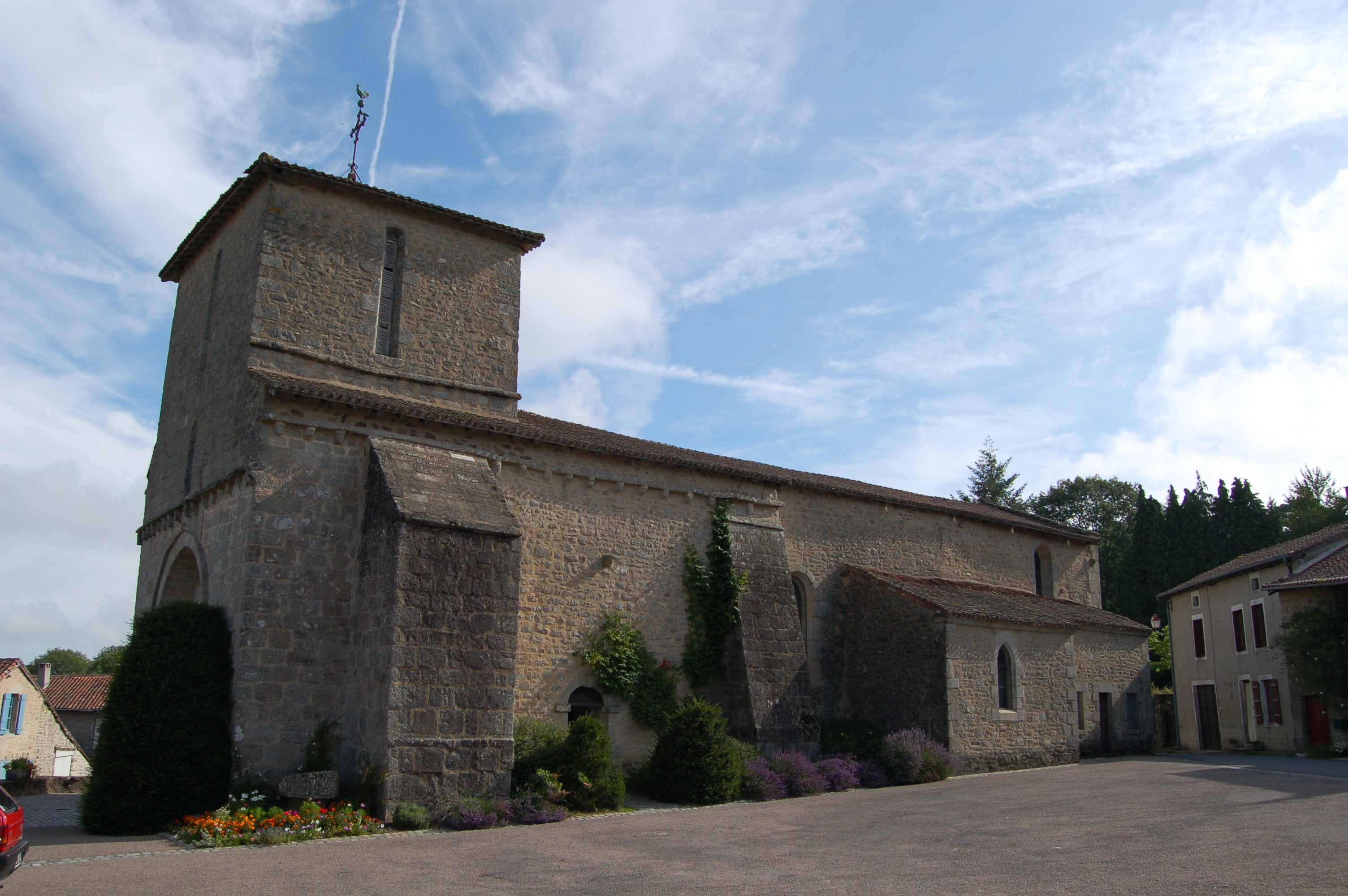
Zabytkowy Kościół św. Juliana (2007)

Montrol-Sénard – miejscowość i gmina we Francji, w regionie Nowa Akwitania, w departamencie Haute-Vienne.
Według danych na rok 1990 gminę zamieszkiwało 238 osób, a gęstość zaludnienia wynosiła 9 osób/km² (wśród 747 gmin Limousin Montrol-Sénard plasuje się na 401. miejscu pod względem liczby ludności, natomiast pod względem powierzchni na miejscu 213.).

## Populacja

Populacja Montrol-Sénard w latach 1962–2008